# Port lotniczy Medan-Kuala Namu
Port lotniczy Medan-Kuala Namu (IATA: KNO, ICAO: WIMM) – port lotniczy położony w okolicy miasta Medan, w prowincji Sumatra Północna w Indonezji.